# علم زنجبار
علم زنجبار قد تغير بشكل كبير منذ حصولها على الاستقلال عام 1964. فحتى الاستقلال، اعتمدت السلطنة علما أصفر وبخطوط حمراء وبيضاء وخضراء أفقية وبها أهلة لترمز إلى الإسلام. وهو رمزها منذ انشائها، وقد تغير العلم حتى اتحدت زنجبار مع تنجانيقا في أبريل 1964 لإعلان قيام دولة تنزانيا.

## التاريخ
كان أرخبيل زنجبار جزءًا لا يتجزأ من سلطنة مسقط وعمان، والتي رفعت علمًا أحمرًا بسيطًا ابتداءً من عام 1698، وذلك عقب طرد الجيش البرتغالي من الجزيرة. وفي 2 نوفمبر 1856 أعلن ماجد بن سعيد استقلال سلطنة زنجبار عن سلطنة مسقط وعمان ولكنه لم يتبنى علمًا جديدًا. ظل العلم الأحمر مستخدمًا خلال فترة الحماية البريطانية. وعندما حصلت سلطنة زنجبار على استقلالها عن حماية المملكة المتحدة في 10 ديسمبر 1963، أضيف قرص أخضر به فصين من القرنفل الأصفر إلى العلم.

وفي يوم 12 يناير عام 1964، أطاح جون أوكيلو بسلطان زنجبار واعتمد على جديد كان يتألف من الأسود والأصفر والأزرق. في 29 يناير، تم تغيير علم الدولة إلى ألوان الأزرق والأسود والأخضر. كان هذا التصميم، الذي استند إلى علم الحزب الأفروشيرازي، هو الأطول عمراً بين أعلام ما بعد الاستقلال وشكل في النهاية أساس العلم الحالي. في 26 أبريل 1964، اتحدت زنجبار مع تنجانيقا لتشكيل دولة تنزانيا الجديدة.

علم سلطنة زنجبار من 19 أكتوبر 1856 حتى 27 أغسطس 1896
علم سلطنة زنجبار من 27 أغسطس 1896 حتى 10 ديسمبر 1963
علم الوزير المقيم البريطاني في زنجبار من عام 1890 حتى 10 ديسمبر 1963
علم سلطنة زنجبار من لحظة الاستقلال عام 1963 وحتى إسقاط السلطنة في يناير 1964
علم زنجبار من 12 يناير 1964 حتى 29 يناير 1964
علم جمهورية زنجبار الشعبية (1964) قبل إنشاء جمهورية تنزانيا
علم زنجبار الحالي